# Elecciones federales de México de 1867
Las elecciones federales de México de 1867 se llevaron a cabo en dos jornadas, las elecciones primarias el 22 de septiembre de 1867 y las elecciones secundarias el 7 de octubre de 1867, en ellas se eligieron los siguientes cargos de elección popular:
- Presidente de México. Jefe de Estado y de Gobierno, electo por un periodo de 4 años, con posibilidad de reelección inmediata, para cubrir el periodo 1867 - 1871 y del que tomaría posesión el 1 de diciembre de 1867. El candidato electo fue Benito Juárez.
- Presidente de la Suprema Corte de Justicia. Miembro de la Suprema Corte de Justicia de la Nación, máximo tribunal Constitucional de los Estados Unidos Mexicanos; encargado de presidirla, así como sustituto constitucional del presidente, electo para el mismo periodo. El candidato electo fue Sebastián Lerdo de Tejada.
- Diputados del Congreso de la Unión. Legisladores de la cámara baja de dicha asamblea, electos para un periodo de 4 años, con posibilidad de reelección inmediata, para cubrir el periodo 1867-1869. Sus integrantes conformaron la cámara baja en la V Legislatura del Congreso de la Unión.

## Presidente
|  | 71.5 % |

|  | 26.0 % |

|  | 2.4 % |

|  | 100.00 % |